# 蠢蛋搞怪秀 (電影)
《蠢蛋搞怪秀》（英語：Jackass: The Movie）是一部2002年美國實境棍棒鬧劇喜劇片，由傑夫·崔曼執導兼編劇，MTV電視節目《無厘取鬧》的續集，也是系列首部電影作品。電影由原版的演員陣容演出，包括負責主持的強尼·諾克斯威爾、班·馬吉羅、瑞恩·鄧恩、Steve-O、克里斯·龐提斯、傑森·「小矮」·阿庫納、普雷斯頓·萊西、戴夫·英格蘭和艾倫·麥吉海。
本片2002年10月25日美國院線上映，儘管影評口碑褒貶不一，但票房表現相當成功。2006年推出續集《無厘取鬧》。

## 演員
電視原版演員
- 強尼·諾克斯威爾
- 班·馬吉羅（英语：Bam Margera）
- 瑞恩·鄧恩
- Steve-O
- 克里斯·龐提斯（英语：Chris Pontius）
- 傑森·「小矮」·阿庫納（英语：Jason Acuña）
- 普雷斯頓·萊西（英语：Preston Lacy）
- 戴夫·英格蘭（英语：Dave England）
- 艾倫·麥吉海（英语：Ehren McGhehey）

嘉賓
- 盧米斯·法爾（英语：Loomis Fall）
- 史蒂芬妮·霍奇（Stephanie Hodge）
- 布蘭登·狄卡米洛（英语：Brandon DiCamillo）
- 蓋瑞·哈格蘭（Gary Hagland）
- 傑克·波利克（Jack Polick）
- 朵洛西·巴奈特（Dorothy Barnett）
- 邁克·卡薩克（Mike Kassak）
- 傑森·「J2」·拉斯穆斯（Jason "J2" Rasmus）
- 喬治·赫魯斯卡（George Hruska）

與電視版一樣，導演傑夫·崔曼、製片人史派克·瓊斯、攝影指導瑞克·科西克、藍斯·班斯、迪米崔·伊萊希凱維奇（Dimitry Elyashkevich）、格雷格·伊古奇（Greg Iguchi）、攝影指導兼製片人西恩·克萊夫（Sean Cliver）和執行製片人崔普·泰勒（Trip Taylor）在片中露面。

## 家庭媒體
《蠢蛋搞怪秀》2003年3月25日在美國發行DVD。DVD包括27分鐘的附加鏡頭、外拍和幕後花絮紀錄片。

## 外部連結
- 互联网电影数据库（IMDb）上《蠢蛋搞怪秀》的资料（英文）
- 爛番茄上《蠢蛋搞怪秀》的資料（英文）
- Metacritic上《蠢蛋搞怪秀》的資料（英文）
- Box Office Mojo上《蠢蛋搞怪秀》的資料（英文）
- AllMovie上《蠢蛋搞怪秀》的资料（英文）